# Hi-NRG
Hi-NRG – gatunek muzyki tanecznej, wywodzący się z muzyki disco lat 70. XX wieku, którego największa popularność przypada na początek lat 80.
W 1977 roku, amerykańska piosenkarka Donna Summer zapytana o to, jak rozumie sukces swojego singla „I Feel Love”, odpowiedziała: This song became a hit, because it has a high-energy vibe, co po polsku oznacza Ta piosenka stała się przebojem, ponieważ ma bardzo energetyczną atmosferę. Mniej więcej od tego czasu terminem high energy (hi-NRG) zaczęto określać nowy podgatunek muzyki tanecznej. Elementy tego gatunku zawierały też polskie utwory muzyki dance z połowy lat 90. XX wieku.